# Calcocianite
La calcocianite è un minerale raro.